# Zhicheng (köpinghuvudort)
Zhicheng är en köpinghuvudort i Kina. Den ligger i provinsen Hubei, i den centrala delen av landet, omkring 270 kilometer väster om provinshuvudstaden Wuhan. Antalet invånare är 88 935. Befolkningen består av 43 355 kvinnor och 45 580 män. Barn under 15 år utgör 9,0 %, vuxna 15-64 år 78 %, och äldre över 65 år 11,0 %.
Runt Zhicheng är det tätbefolkat, med 331 invånare per kvadratkilometer. Zhicheng är det största samhället i trakten. Trakten runt Zhicheng består till största delen av jordbruksmark.
Genomsnittlig årsnederbörd är 1 313 millimeter. Den regnigaste månaden är maj, med i genomsnitt 197 mm nederbörd, och den torraste är december, med 17 mm nederbörd.